# Asperula samia
Asperula samia là một loài thực vật có hoa trong họ Thiến thảo. Loài này được D.H.Christ. & Goeriadis mô tả khoa học đầu tiên năm 1983.